# Ritzing (Burgenland)

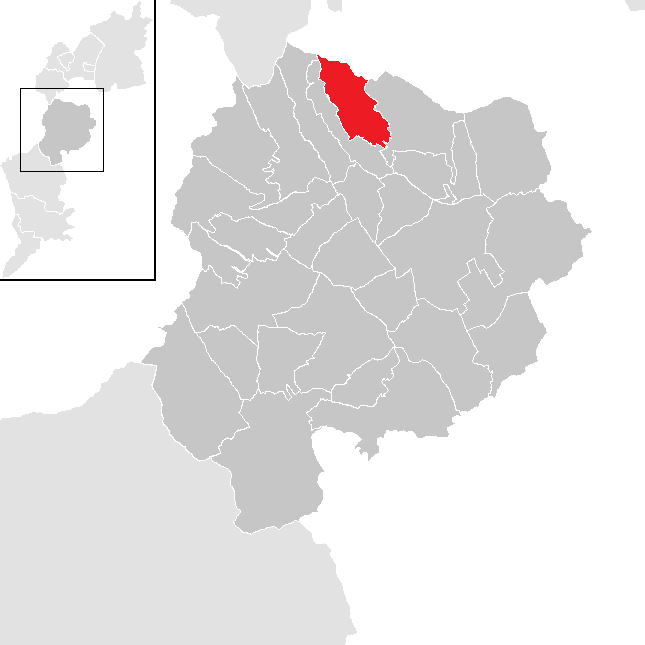
Poloha obce v okresu Oberpullendorf

Ritzing (maďarsky: Récény, chorvatsky: Ricinja) je obec v okrese Oberpullendorf v rakouské spolkové zemi Burgenland. V lednu 2017 zde žilo 902 obyvatel.

## Poloha, popis
Obec se rozkládá ve střední části Burgenlandu, na jižním okraji Šoproňského pohoří ( Ödenburger Gebirges ). Ritzing je jediným místem obce. Nadmořská výška území obce je zhruba od 280 m na jihu až po 560 m při hranici s Maďarskem. Územím obce protéká od severu k jihu potok Kuchelbach. Celková rozloha území obce je 17,69 km².
Sousedními obcemi Ritzingu jsou: na severu maďarské město Šoproň, na východě pak Neckenmarkt, na jihu a na západě Lackendorf.